# Тучапский, Павел Лукич
Павел Лукич Тучапский (укр. Павло Лукич Тучапський; 15 января 1869, село Беседка Таращанского уезда Киевской губернии, ныне Ставищенского района Киевской области — 4 июля 1922, Киев, УССР) — деятель рабочего движения, вначале последователь Михаила Драгоманова, затем соучредитель Российской социал-демократической рабочей партии (один из девяти делегатов I съезда РСДРП 1898 года от киевского «Союза борьбы за освобождение рабочего класса»), с 1904 года деятель и идеолог Украинской социал-демократической спилки, в которой выступал против автономии Украины («К вопросу об автономии Украины» в «Вестнике жизни», 1906).

## Биография
Родился в семье священника. Среднее образование получил в Киеве в коллегии Павла Галагана. Учился в Киевском университете: один год на медицинском факультете, далее — на историко-филологическом. В 1893 году, закончив последний, продолжил в обучение на юридическом факультете университете, однако из-за ареста и ссылки не закончил его.
В 1896 году входил в группу «Рабочее дело», в 1897 году участвовал в организации Киевского отдела «Союза борьбы за освобождение рабочего класса». В 1898 году арестован и заключён в тюрьму. В 1900 году выслан на 4 года в Вологодскую губернию. Отбывал ссылку в Тотьме, Яренске, Грязовце.
В 1901 году переведён в Вологду. Работал статистиком в губернском земстве. Участвовал в работе группы политссыльных-искровцев, в доставке и распространении социалистической литературы, сотрудничал в социал-демократических изданиях. После II съезда РСДРП примыкал к большевикам, но впоследствии стал меньшевиком.
В 1907—1921 годах жил и работал в Одессе. Преподавал историю и русский и украинский язык в средних школах. В 1907 году вошел в состав одесской «Просвиты». В мае 1914 года был избран членом-корреспондентом Одесского общества истории и древностей.
В 1917 году редактировал одесскую меньшевистскую газету «Южный рабочий», был среди подсудимых по делу издателей этой газеты. Выступал с публичными лекциями, организованными ЦК Новороссийского студенчества, в частности, на тему «Монархизм и демократическая республика». В 1918 году читал в Народном университете общий курс русской истории и истории революционного движения в России. Весной 1919 года работал в предметной комиссии, которая разрабатывала в социалистическом духе новые программы для средних школ Одессы. Также работал в Одесском губернском кооперативном союзе.
Издавал под псевдонимами брошюры, посвящённые Александру Герцену и национальному вопросу, обоснование программы РСДРП (м), хрестоматию по истории революционного движения в России в 1860—1870-х гг., переводы с немецкого языка работ Франца Меринга «Очерки по истории немецкой социал-демократии» и «Новая наука о государстве».
В 1920 году читал доклады в Одесском библиографическом обществе, в частности, на тему «Национальные взгляды Драгоманова». Тексты выступлений были напечатаны только после смерти П. Тучапского в журнале «Украина». Как член «Комиссии по изучению революционных архивов в Губюротделе» внёс определенный вклад в дело упорядочения одесских архивов.
В 1921—1922 годах работал в Киеве на должности библиотекаря ВУАН. Умер 4 июля 1922 года в Киеве.

## Научное наследие
Основное творческое наследие составляет около 12 работ. Многие его газетных статей публиковались под псевдонимами
Некоторые его работы посвящены Михаилу Драгоманову — Тучапский был одним из первых исследователей его политических взглядов, в том числе на национальный вопрос. По его мнению, Драгоманов был социалистом-народником, не материалистом, а идеалистом, утопистом и сторонником идей Прудона об анархии.
Тучапский подчёркивал, что его учитель не был сторонником отделения Украины от России, выступал против любых попыток разжигания вражды между русскими и украинцами. Главной идеей для Драгоманова была всемирная правда, «настоящие интересы народных масс». Труды Тучапского о Драгоманове, построенные на широкой базе источников, заложили основы образа мыслителя в последующей марксистской историографии.
В статье, посвященной анализу одной из работ о взаимоотношениях Ивана III с евреями, он сделал вклад в развитие иудаики.